# Konopnica (powiat rawski)
Konopnica – wieś w Polsce położona w województwie łódzkim, w powiecie rawskim, w gminie Rawa Mazowiecka.
Wieś szlachecka położona była w drugiej połowie XVI wieku w powiecie rawskim ziemi rawskiej województwa rawskiego. W latach 1975–1998 miejscowość należała administracyjnie do województwa skierniewickiego.
Wieś liczy na początku roku 2004 liczyła 431 mieszkańców.
We wsi istnieje Gorzelnia Rolnicza oraz Szkoła Podstawowa.
Przez wieś przejeżdża nie zatrzymując się kolej wąskotorowa relacji Rogów – Rawa – Biała.
Za zabytkowym kompleksem parkowym płynie ślepa odnoga rzeki Rawki. Po obu stronach rzeki znajdują się łąki zwane Grabami, a okolica ta obsadzona jest drzewami tego gatunku. Część wsi znajdująca się za potokiem sąsiadująca z Rawą Mazowiecką nosi nazwę Kolonia Konopnica i została utworzona po roku 1945.
Wieś jest wyjątkowo malowniczo położona na Wysoczyźnie Rawskiej. Rzeźbę terenu zawdzięcza zlodowaceniu, które uformowało wiele wzniesień i pozostawiło głazy narzutowe. Najważniejszym wzniesieniem okolicy jest tak zwana dywanikowa góra, znajdująca się w przylegającym do wsi lesie. Z górą tą związane są legendowy i opowieści wyjaśniające jej nazwę. 
Konopnica należy do parafii w Parafii św. Pawła od Krzyża w Rawie Mazowieckiej.
W Konopnicy znajduje się od 4 października 2012 r. biogazownia rolnicza o mocy 1,99 MW, jest ona jedną z najbardziej zaawansowanych technologicznie instalacji tego typu w Polsce i Europie. 
W miejscowości funkcjonuje klub piłkarski LKS Sobpol Konopnica.

## Zabytki
Według rejestru zabytków Narodowego Instytutu Dziedzictwa na listę zabytków wpisane są obiekty:
- - park dworski, XIX w., nr rej.: 479 z 16.09.1978
  - zespół zieleni kształtowanej wpisany do rejestru zabytków na mocy decyzji nr 514 z 8. 10. 1978
  - aleja dojazdowa, nr rej.: 559 z 20.06.1981
  - aleja lipowa (wzdłuż drogi Konopnica - Żydomice), nr rej.: A-539 z 5.05.1980